# Stoneobryum mirum
Stoneobryum mirum là một loài Rêu trong họ Orthotrichaceae. Loài này được (Lewinsky) D.H. Norris & H. Rob. miêu tả khoa học đầu tiên năm 1981.